# چکار
چکار (به انگلیسی: Chikkar) یک روستا در پاکستان است که در کشمیر آزاد واقع شده‌است. چکار ۷۰٬۰۰۰ نفر جمعیت دارد و ۱٬۶۰۷ متر بالاتر از سطح دریا واقع شده‌است.
نقل شده است که در این مکان عموما مردمی لک و لک زبان زندگی می‌کنند که از طوایف زند لک هستند
و گویا است که کریم خان زند این ایل کولیوند لک را در این مکان مستقر کرده 